# Keiyo (huyện)
Huyện Keiyo là một huyện thuộc tỉnh Rift Valley ở Kenya. Theo điều tra dân số ngày 24 tháng 8 năm 1999, huyện này có dân số 143865 người. Huyện Keiyo có diện tích 1439 km². Huyện lỵ đóng tại Iten